# John H. van Vleck
John Hasbrouck van Vleck, född 13 mars 1899 i Middletown i Connecticut, död 27 oktober 1980 i Cambridge i Massachusetts, var en amerikansk fysiker och nobelpristagare.
van Vleck, Philip W. Anderson, och Sir Nevill F. Mott tilldelades Nobelpriset i fysik 1977 "för deras grundläggande teoretiska insatser rörande elektronstrukturen i magnetiska och oordnade system". van Vleck var professor i matematisk fysik vid Harvard University i Cambridge, Massachusetts. Han invaldes 12 oktober 1960 som utländsk ledamot av den svenska Vetenskapsakademien.
van Vleck tilldelades Lorentzmedaljen 1974.